# Pattiswick
Pattiswick – wieś w Anglii, w hrabstwie Essex, w dystrykcie Braintree. Leży 21 km na północny wschód od miasta Chelmsford i 68 km na północny wschód od Londynu. W 1931 roku civil parish liczyła 297 mieszkańców.